# Lily Carlstedt
Lily Marie Louise Carlstedt gift -Kelsby (5. marts 1926, Søllerød, Holte – 14. juni 2002) var en dansk spydkaster og medlem af AIK 95.
Carlstedt voksede op i en arbejderfamilie med ni børn, i 1942 meldte hun sig ind i AIK 95 i København og begyndte at træne i klubbens kvindeafdeling på Genforeningspladsen.
Carlstedt viste sig hurtigt sine evner som kaster, og 20-årig vandt hun bronzemedalje i såvel spydkast som kuglestød ved de danske mesterskaber 1946. I de næste ti år var hun Danmarks absolut bedste spydkaster og vandt de danske mesterskab ni gange i perioden 1947-1956. Det blev også til fire danske mesterskaber i slyngboldkast. I 1947 satte hun den første af i alt syv danske rekorder i spydkast, hvortil kommer en dansk rekord på 47,54 i slyngbold fra 29. juli 1951, den sidste rekord som blev anerkendt i denne nu afskaffede disciplin.
Carlstedt havde først tre uger før de Olympiske Lege i London i 1948 kvalificeret sig med en dansk rekord på 42,17. Under den indledende konkurrence, hvor hver deltager fik tre kast, var Carlstedt med sine to første kast et stykke fra toppen, men med det tredje kast bragte hende op på andenpladsen. Alle femten deltagere kvalificerede sig til finalen, hvor de fik tre ekstra kast, og Carlstedts tredje forsøg betød en lille forbedring fra den indledende runde. Samtidig havde østrigske Herma Bauma forbedret sig så meget under finalerunden, at hun overhalede både Carlstedt og den hidtil førende finne Kaisa Parviainen og satte olympisk rekord med 45,57 m. Carlstedts bedste kast var på 42,08 m og sikrede hende bronzemedaljen, den blot tredje danske OL-medalje i atletik på dette tidspunkt. Hun var den første og er frem til i dag den eneste danske kvinde som har vundet en olympisk atletikmedalje.
1950 deltog Kelsby, som hun nu hed, i Europamesterskabet i Bryssel hvor det blev en sjetteplads med et kast på 40,25 som resultat.
I 1952 kvalificerede hun sig igen til OL. Ved OL i Helsingfors førte hun en overgang konkurrencen da hun med sit indledende kast på 46,23 satte dansk og olympisk rekord, men hun havde kun den olympiske rekord i syv minutter, da den blev slået af tjekkoslovakken Dana Zátopková. Kelsby er den foreløbig eneste dansker som sat olympisk rekord i en atletikdisciplin. Resultaet fra første runde blev hennes længste og hun fik til sidst en femteplads.
Hun deltog ved EM i 1954 i Bern, men et kast på 40,78 gav ingen finaleplads, hun blev nummer 13 i kvalifikations konkurrencen.
Det blev dog ikke til et tredje OL. Sommeren inden OL i Melbourne i 1956 var hendes form svingende, trods dette lykkedes det hende to måneder før legene at med 46.28 sætte sin syvende og sidste danske rekord, men Danmarks Olympiske Komité var meget restriktiv i sine udtagelseskrav på grund af de store rejseudgifter og hun blev ikke udtaget. Hun fortsatte på nationalt plan og var så sent som 1964 med i finalerunden i spydkast ved de danske mesterskaber.
Carlstedt blev i juli 1949 borgerligt viet med Axel Kelsby. Hun var størstedelen af sit voksenliv hjemmegående husmoder.

## Internationale mesterskaber

### Europamesterskaber
- 1954 Spydkast nummer 13 40,78
- 1950 Spydkast nummer 6 40,25

### Olympiske lege
- 1948 Spydkast  Bronze 42.08
- 1952 Spydkast nummer 5 46,23

## Danske mesterskaber
- Sølv 1958 Spydkast 42,86
- Sølv 1957 Spydkast 39,60
- Guld 1956 Spydkast 41,97
- Guld 1956 Slyngbold 44,82
- Guld 1955 Spydkast 41,85
- Guld 1954 Spydkast 38,18
- Sølv 1953 Spydkast 39,47
- Guld 1952 Spydkast 42,57
- Guld 1951 Slyngbold 47,30
- Guld 1951 Spydkast 42,60
- Guld 1951 Slyngbold 43,53
- Guld 1950 Spydkast 38,68
- Guld 1950 Slyngbold 43,49
- Guld 1949 Spydkast 38,88
- Guld 1948 Spydkast 39,02
- Guld 1947 Spydkast 39,21
- Bronze 1946 Kuglestød 10,60
- Bronze 1946 Spydkast 35,99